# Exilia
Exilia je nu metalová skupina původem z Itálie. V jejich hudbě se objevují prvky alternative metalu, rocku a hard rocku.

## Historie
Skupina byla založena v roce 1998 v Miláně, kde zpěvačka Masha potkala budoucího kytaristu Elio Aliena. Hráli na koncertech spolu s Oomph!, Guano Apes, H-Blockx, Clawfinger, HIM, Therapy?, In Extremo, Rammstein, God Forbid, Sanctorum a Ill Niño.
Jejich debutové album, Rightside Up vydali v roce 2000. Následující album Unleashed, které je podstatně agresivnější a tvrdší než předchozí album, bylo vydáno v květnu roku 2004 a umístilo se v Top 40 německých hitparád. V dubnu roku 2005 opustil skupinu bubeník Andrea Ge, kterého nahradil Ale Lera. Největším hitem skupiny byla písnička s názvem Can't break me down, která pochází ze stejnojmenného CD singlu, vydaném v roce 2005. V roce 2006 skupina nahrála a vydala další plnohodnotné album Nobody Excluded. Opět je zvuk o něco tvrdší než na albu Unleashed a byly přidány některé prvky Industrialu, což potvrdili v písničce In a Coma. V témže roce, po vydání videa k písničce Kill Me, pocházející z alba Nobody Excluded, skupina vydala další CD single a oficiální videoklip k písni Your Rain. CD Single obsahuje jinak nevydané tři písně. V roce 2007, když se Masha zotavila po zlomenině nohy, pokračovala skupina v turné. V témže roce opustil skupinu baskytarista Random, kterého nahradil (Marco) Privacy.

## Diskografie

### Alba
- Rightside Up (2000)
- Unleashed (24. května 2004)
- Nobody Excluded (červenec 2006)
- My Own Army (únor 2009)
- Decode (2012)
- Purity (2015)

### CD Singly/EP
- Underdog EP (22. září, 2003)
- Stop Playing God (22. dubna 2004)
- Coincidence (29. listopadu 2004)
- Can't Break Me Down (21. března 2005)
- Your Rain (2006)
- Naked (květen 2010)